# Étienne de Crécy
Étienne de Crécy – francuski DJ i producent muzyki house.

## Życiorys
Urodził się w 1969 w Lyonie. W połowie lat 80. XX wieku przeprowadził się z Marsylii do Wersalu, gdzie uczęszczał do Collège de Jules Ferry (podobnie jak muzycy z duetu Air oraz Alex Gopher).

## Twórczość
Karierę rozpoczął w latach 90. w Paryżu jako inżynier dźwięku w studiu +XXX (Plus Thirty). Tam poznał Philippe Zdara z grupy muzycznej Cassius, z którym utworzył duet Motorbass. Wkrótce potem wydał pierwszy autorski krążek – kompilację Super Discount (1997). Zawarł na niej utwory m.in. Air, Alexa Gophera oraz innych artystów wytwórni Solid.
Cztery lata po premierze Super Discount, Étienne wydał album Tempovision (2000). W przeciwieństwie do poprzedniego albumy, który skomponowany był pod kątem radia, nowy album jest wydawnictwem dojrzałym, zawierającym różnorodne gatunki współczesnej muzyki elektronicznej.
Kolejna propozycja Francuza ukazała się osiem lat po wydaniu Super Discount. Była to jej kontynuacja – Super Discount 2 (2004). Jest to wydawnictwo skomponowane w całości na analogowych instrumentach elektronicznych, takich jak np. Roland TB-303 i zawiera 12 utworów reprezentujących m.in. electro, house, pop, czy new wave.

## Dyskografia

### Albumy
- 1997: Super Discount
- 2000: Tempovision
- 2002: Tempovision Remixes
- 2004: Super Discount 2
- 2007: Live on Neptune

### Inne
- 1996: Super Discount – ¥
- 1996: Super Discount – F
- 1996: Super Discount – $
- 1996: Super Discount – £
- 2000: Am I Wrong
- 2000: 3 Day Week-End
- 2001: Scratched
- 2001: Tempovision
- 2004: Super Discount 2 – ¥
- 2004: Super Discount 2 – F
- 2004: Super Discount 2 – $
- 2004: Super Discount 2 – £
- 2005: Fast Track (Vocal Mix)
- 2006: Commercial E.P.1
- 2007: Commercial E.P.2
- 2007: Live On Neptune